# Gordon Bess
Gordon Bess, född 12 januari 1929 i Richfield, Utah, död 24 november 1989, var en amerikansk serieskapare. Han är mest känd för serien Rödöga.